# Varii
«  Varius » redirige ici. Pour les autres significations, voir Varius, Varia, Varium.
Les Varii ou gens Varia, du latin Varius, sont une des familles de la Rome antique.
Leurs représentants les plus célèbres sont l'empereur Héliogabale et le poète Lucius Varius Rufus.

## Sous la République
- Quintus Varius Severus, tribun de la plèbe en 90 av. J.-C.
- Lucius Varius Cotyla, édile curule en 44 av. J.-C.

## Sous l'Empire

### Varii Gemini
- Quintus (Varius);
  - Quintus Varius Geminus, (v.-20/-10 - ap.v.30/40), préteur, tribun de la plèbe[b 1]:

### Varii Rufini
Les Varii Rufini sont inscrits dans la Tribu Pollia.
- Titus (Varius), (v. 75 - ?);
  - Titus Varius Rufinus Geganius Facundus Vibius Marcellinus, (v. 105 - ap. v. 150), chevalier public;
    - Titus Varius Longus, (v. 125 - ap. v. 150)

### Varii d'Athènes
- Tiberius Varius Caelianus, (v.70 - ap.120), diadochos;
  - Varia Archelais, (v.95 - ?), épouse de Lucius Aemilius Juncus

### Varii Ambibuli
Les Varii Ambibuli sont inscrits dans la Tribu Falerna.
- Lucius Varius Ambibulus, (v.65 - ?), procurateur d'Auguste;
  - Quintus Planius Sardus Lucius Varius Ambibulus, (v.90 - ap.133), consul suffect vers 133[b 3],[b 4],[b 5];
  - Varia Pansina, (v.95 - ap.132)[b 6];

### Varii Prisci
Les Varii Prisci sont inscrits dans la Tribu Claudia.
- Titus (Varius Priscus), (v.100 - ?);
  - Titus Varius Priscus, (v.120 - ap.157) procurateur en Mauritanie Tingitane et en Dacie Inferieur, préfet de la flotte[b 7],[b 8];
  - Titus Varius Clementus, (v.125 - ap.165) ab epistulis des Augustes, procurateur en Belgique, préfet de cavalerie[b 9],[b 10],[b 11],[b 12],[b 13]

### Varii de Velletri
- Sextus Varius Marcellus, (v.180 - v.217) Préfet du prétoire[b 14];
  - Varius Avitus Bassianus (Marcus Aurelius Antoninus), (v.204 - 11/3/222), Augustus en 218;

### Autres
- Lucius Varius Rufus, (v.-74 - -14);
- Quintus Varius Secundus, (v. 40 - ap. 76), dédicant une inscription, peut être centurion?[b 15]
- Lucius Varius Maximus, (v. 160 - ap. 199/203), centurion de la Legio III Augusta[b 16]